# Fabio Anobile
Fabio Anobile (Saronno, 16 dicembre 1993) è un paraciclista italiano.

## Biografia
Ciclista dilettante, nel 2010 perse la gamba sinistra a seguito di un incidente in cui fu investito da un trattore mentre era alla guida del suo motociclo. Si è avvicinato al paraciclismo grazie all'incontro con Paolo Viganò, oro nell'Inseguimento individuale maschile LC4 alle paralimpiadi di Pechino.
Entra nella nazionale azzurra a partire dal 2013 vincendo il bronzo nella prova in linea alla sua prima partecipazione ai Mondiali di Baie Comeau; l'anno seguente ai mondiali di Greenville vince il bronzo sia nella prova in linea che in quella a cronometro. Nel 2016 ai mondiali in pista vince un bronzo nella prova di scratch. 
Alle Paralimpiadi di Londra 2016 si qualifica al settimo posto nella prova in linea categoria C3, e vince il bronzo nella corsa a cronometro. Ai Mondiali del 2017 vince un'altra medaglia di bronzo nella prova in linea, nel 2018 vince quella d'argento mentre finalmente nel 2021 conquista la medaglia d'oro. Alle Paralimpiadi di Tokyo si presenta fra i favoriti ma ottiene un nono posto nella prova a cronometro e un quarto posto in quella in linea.
Nel 2021 viene denunciato per truffa nella vendita di un'auto a Como, ma viene assolto con formula piena. Nel 2024 viene nuovamente denunciato per truffa, per aver ricevuto soldi in cambio dell'acquisto di oggetti di lusso a prezzi fortemente scontati che non sono mai stati recapitati.

## Palmares
| Anno | Manifestazione     | Sede             | Evento             | Risultato | Prestazione | Note |
| ---- | ------------------ | ---------------- | ------------------ | --------- | ----------- | ---- |
| 2013 | Mondiali su strada | Baie-Comeau      | Prova in Linea     | Bronzo    |             |      |
| 2014 | Mondiali su strada | Greenville       | Prova in Linea     | Bronzo    |             |      |
| 2014 | Mondiali su strada | Greenville       | Prova a cronometro | Bronzo    |             |      |
| 2016 | Mondiali su pista  | Montichiari      | Scratch            | Argento   |             |      |
| 2016 | Giochi paralimpici | Londra           | Prova a cronometro | Bronzo    |             |      |
| 2017 | Mondiali su strada | Pietermaritzburg | Prova in Linea     | Bronzo    |             |      |
| 2018 | Mondiali su strada | Maniago          | Prova in Linea     | Argento   |             |      |
| 2021 | Mondiali su strada | Cascais          | Prova in Linea     | Oro       |             |      |